# Péninsule Wilson
Pour les articles homonymes, voir Wilson.

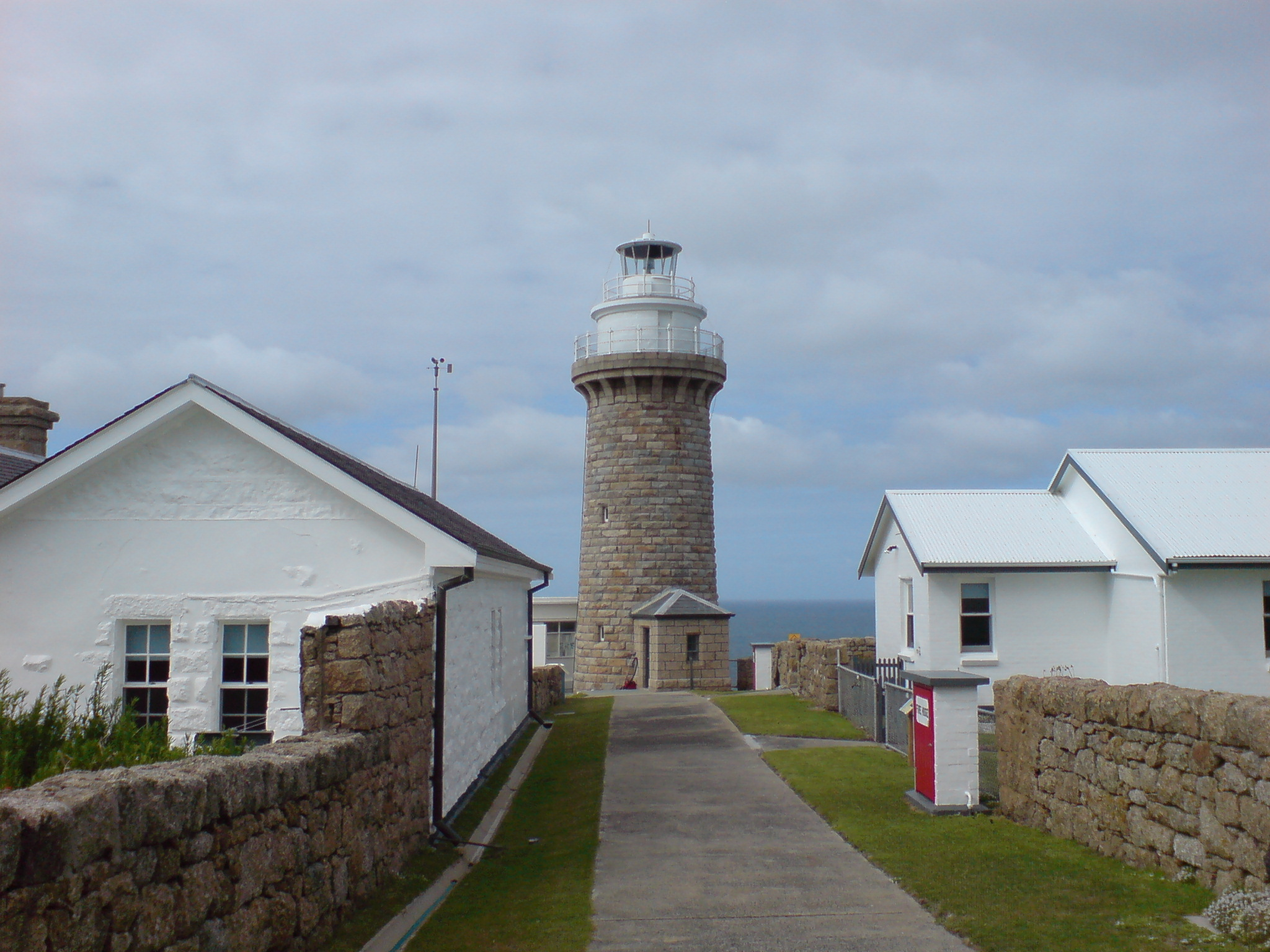
Le phare de la péninsule Wilson.

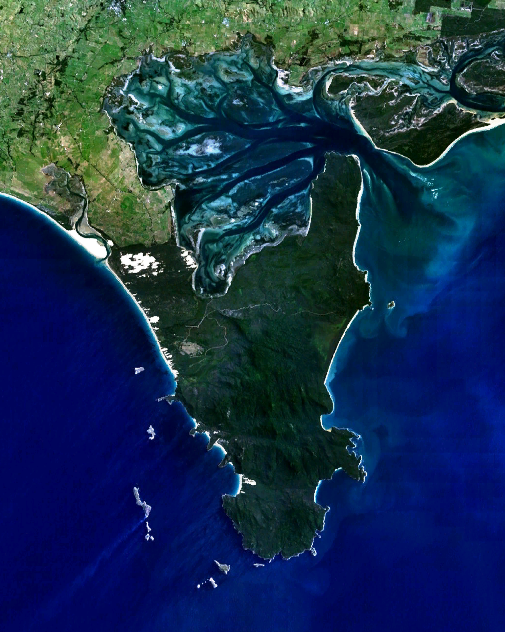
La péninsule Wilson vue de l'espace.

La péninsule Wilson est une péninsule qui forme la partie la plus méridionale du continent australien et est située au Victoria sur le détroit de Bass. L'extrémité sud de la péninsule porte le nom de South Point. À proximité se trouve South East Point qui est équipé d'un phare connu sous le nom de phare de la péninsule Wilson.

## Occupation humaine
Des preuves d'un peuplement aborigène datant d'au moins 6 500 ans ont été découvertes, et le parc est très important pour les tribus Gunai–Kurnai et Boonerwrung qui l'appellent respectivement Yiruk et Warnoon.
Le premier européen à découvrir le promontoire fut George Bass en janvier 1798. Il la note alors dans son journal comme « Furneaux's Land », croyant voir ce que le capitaine Tobias Furneaux avait aperçu précédemment. En retournant à Port Jackson et après s'être entretenu avec Matthew Flinders, il se rend compte que l'endroit découvert était trop éloigné pour qu'il s'agisse de la terre reconnue par Furneaux. Bass et Flinders recommandent le nom de Wilsons Promontory au gouverneur John Hunter, en hommage à un ami de Flinder, Thomas Wilson. On sait peu de choses sur Wilson excepté qu'il était marchand et travaillait avec l'Australie.
Le promontoire est devenu un parc national depuis 1898. Le parc national du promontoire Wilson, également appelé « the Prom », comprend la plus vaste étendue de côtes sauvages du Victoria. Le site fut fermé au public au cours de la Seconde Guerre mondiale pour servir à l'entraînement des commandos. Le seul point habité du promontoire est Tidal River, une localité qui se trouve à 30 km au sud des limites du parc. Des infrastructures de base de genre camping peuvent accueillir les touristes.
En 2005, un feu allumé volontairement a échappé au contrôle des gardes du parc et a détruit 70 kilomètres carrés du parc, nécessitant l'évacuation de nombreux campeurs.